# Argelers
|  | Aquest article tracta sobre el municipi del Rosselló. Per a altres significats, vegeu: Argelers (desambiguació) |

Argelers, de vegades anomenada Argelers de la Marenda (francès: Argelès-sur-Mer), és una vila i municipi de 10.792 habitants (2021), de la comarca del Rosselló, a la Catalunya Nord.
Al final de la Guerra Civil espanyola, el 1939, Argelers es va fer famós pel camp de concentració que el govern francès va instal·lar-hi a la platja, on es van internar fins a 100.000 exiliats republicans de l'Estat espanyol.
Les dites diuen: A la Roca el sol hi toca, a Argelers encara més i A Cotlliure, hi fa bon viure, i a Argelers, si tens diners i A Portvendres, piquen pebre, | a Argelers, piquen sal: | l’alegria de les dones | és sota del davantal.

## Etimologia
Explica Joan Coromines que el topònim Argelers està emparentat amb altres topònims catalans i occitans com Argelaga, Argelar, Argelaguet, Argelaguer i d'altres, i tots ells deriven del nom de la planta Ulex europaeus, argelaga, que prové d'una arrel preromana, aiel, nom d'aquella planta. Descarta del tot l'origen en la paraula argila. El complement de la Marenda es deu al fet que Argelers és en una zona on antigament abundaven els aiguamolls costaners: marenda és una paraula equivalent a maresme.
Joan Becat proposa afegir el complement de la Marenda, tal vegada per influència del complement francès «sur Mer», necessari en francès per tal de diferenciar-lo d'Argelèrs-Banhèras i d'Argelèrs o Arguilèrs (de Gasòst) (en francès Argelès-Bagnères i Argelès-Gazost) i també perquè a l'Estat francès molts de municipis han afegit aquest «sur Mer» a fi de valorar la vila i atreure turistes.

## Geografia

Situació de la comuna d'Argelers en el Rosselló

### Localització i característiques generals del terme
El terme d'Argelers, d'una extensió del 5.867 hectàrees, està situat a la dreta del Tec, al sud-est de la Plana d'Elna i a l'extrem nord-oest de la Costa Vermella.
La meitat septentrional del terme comunal es troba a la plana al·luvial de la dreta del Tec, entre aquest riu, la Ribera de la Maçana i el Ravaner; els dos darrers davallen de la Serra de l'Albera, dins del mateix terme d'Argelers. En el seu terç occidental és la Tet, l'element que marca el límit comunal, mentre que el terç central i l'oriental, la comuna d'Argelers ocupa una part de la riba esquerra, d'amplada variable. Aquest termenal és sempre amb Elna. Tot el costat est del terme és la platja d'Argelers, on hi hagué el Camp d'Argelers, de trist record per als exiliats que hi feren estada en condicions del tot lamentables. És una platja llarga i sorrenca. Actualment és la seu d'un nucli turístic important, amb dos nuclis de població, que acullen tant habitatges de residència permanent com d'estiueig: el de la Platja d'Argelers i el del Racó. A l'extrem est del terme, el Ravaner esdevé limítrof amb Cotlliure.
Aquest curs d'aigua fa de límit entre aquestes dues comunes gairebé tot el seu curs, fins a prop a l'est del Mas de Torreneules, on abandona la llera del Ravaner a 272,7 m alt i s'enfila per un coster cap al sud-est per tal d'arribar al Coll de Vallàuria, a 416,6 m alt, on es troben els termes d'Argelers, Cotlliure i Banyuls de la Marenda. En aquest indret s'inicia el límit meridional del terme d'Argelers, de primer limítrof amb Banyuls de la Marenda; el termenal s'adreça cap al sud-oest, fins que arriba al Serrat de Castell Serradillo, on ja pren direcció cap a l'oest, i de seguida arriba al triterme amb Sureda i Espolla, en el vessant sud, a 978 m alt, del Pic de Sallfort. Continuant cap a ponent, passa pel Coll del Pal] a 893,1 m alt, el Roc de Santa Eulàlia a 973,0 amb la fita de frontera número 589. També hi ha la Muntanya Rasa a 949,5 m, el Coll dels Terrers a 910,1, el Coll de la Carbassera a 938,8, el Puig de la Carbassera o de les Guardes, de 1.000, que és el punt mér meridional del terme, el Coll de la Maçana, a 981,3, i el vessant oriental del Puig dels Quatre Termes, a la cota 1.120,6, on es troben els termes d'Argelers, Sureda i Espolla.
El límit occidental del terme d'Argelers és en tres quartes parts del seu recorregut termenal amb Sureda. Com que segueix la carena que limita per l'est la vall alta de la Ribera de la Maçana, té una forma arrodonida que fa que el terme de Sureda entri en el d'Argelers, com una gran panxa. El termenal davalla del Puig dels Quatre Termes cap a la Torre de la Maçana, a 753 m alt, deixant al sud-est la Reserva Natural del Bosc de la Maçana primer, i el Bosc Comunal d'Argelers després, continua cap al Puig dels Oms, de, i, sempre seguint la carena, acaba torcent del tot cap a l'oest passant pel Roc del Grill i s'adreça al fons de la vall de la Ribera de la Maçana, on arriba a 141,6 m alt, segueix uns 40 metres aigua amunt aquest riu, i puja cap a l'oest per la petita vall que discorre a migdia del Castell d'Ultrera i puja fins a 549,5 m alt en el vessant sud del Puig Nalt, tot seguint arriba al cim d'aquest puig, de m alt, i gira cap al nord-est, per arribar a 75 metres a ponent del Castell d'Ultrera, on gira cap al nord-oest per anar a buscar una petita vall.
Termes municipals limítrofs:
|                                              | Elna    |                               |
| Palau del Vidre Sant Andreu de Sureda Sureda |         | La mar Mediterrània Cotlliure |
|                                              | Espolla | Banyuls de la Marenda         |

### La vila d'Argelers

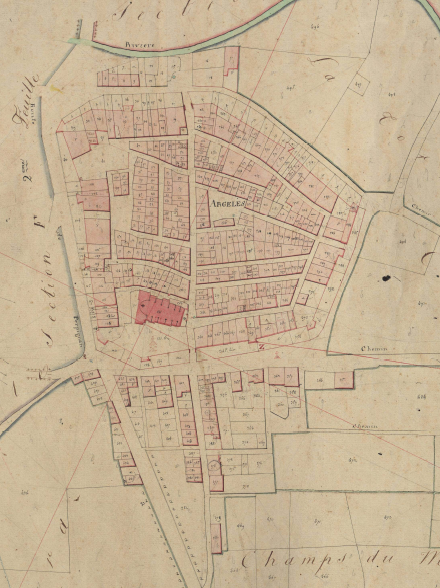
Argelers en el Cadastre napoleònic del 1812 (Arxius Departamentals dels Pirineus Orientals, ADPO)

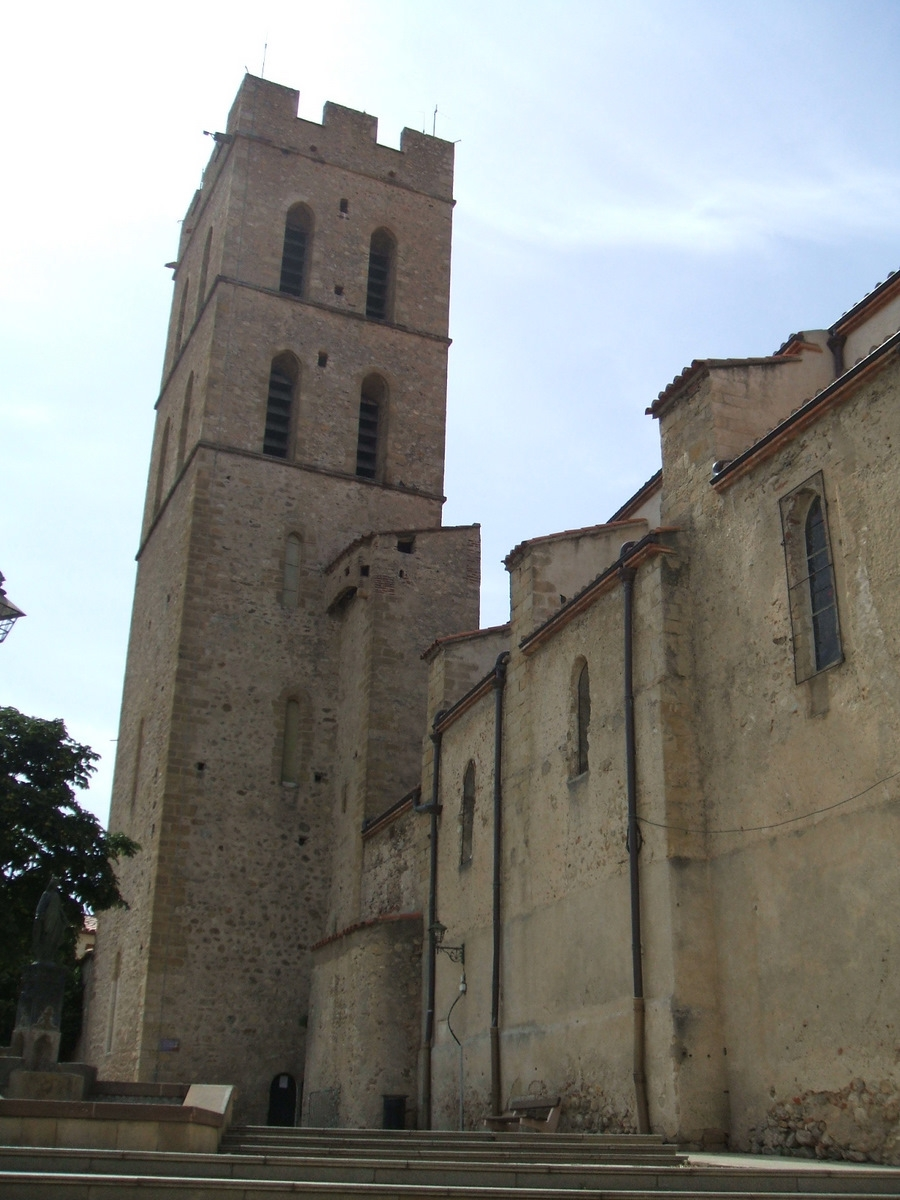
El campanar de Santa Maria del Prat

Situada a 10 m alt, Argelers conserva una part del seu traçat medieval, amb restes de les muralles de la vila. La vila antiga és a la dreta de la Maçana, i té l'estructura d'una vila medieval murada. A l'extrem meridional del recinte antic hi ha l'església parroquial de Nostra Senyora del Prat, d'origen romànic, però refeta el segle xiv ja dins del gòtic. Destaca a la vila l'edifici anomenat Castell Amorós.
La vila vella sofrí aviat l'expansió cap als dos costats: el barri del Marrasquer, a llevant, i el de l'Arpa, a ponent. Posteriorment l'ampliació de la vila fou amb els barris de Castell Meler, les Esportes, la Torreta, Sant Pere, la Clapera i els Voramars, a més d'altres barris crescuts en terres d'antics masos dels entorns de la vila, masos que avui dia són ja desapareguts en la seva quasi totalitat. Ja a darreries del segle xx van formar-se els barris nous, de fet urbanitzacions, dels Ametllers, els Camps de Cadaqués, els Camps del Palau, les Cassines de la Verneda, les Jardins du Soleil, Mas Boi, Mas d'en Botte, Mas Mosser, Mas Pantós, Mas Roca i d'altres. La Zona Artesanal acull les principals activitats industrials i comercials d'Argelers. Tot plegat ha estès el nucli d'Argelers molt més enllà del que fou la vila inicial.
Al sud de la vila hi ha l'Estació d'Argelers, anomenada popularment la Gara, així com els dos cementiris, el Nou i el Vell. En canvi, el Cementiri dels Espanyols, amb els morts del Camp d'Argelers, és al nord-est de la vila i a ponent del nucli de la Platja d'Argelers.
No queden vestigis de l'església de Sant Julià de Roar o de Garriga, esmentada com a parròquia el 1178 (parrochia Sancti Juliani de Garriga). Es desconeix on era situada exactament dins de la partida del Roar, a ponent del terme.
A ponent de la vila d'Argelers es conserva el topònim de Sant Pere com a nom d'un barri d'implantació moderna. No hi queden, però, vestigis de l'església que li donà nom, esmentada el 981 (villa Sancti Petri juxta villam Argalariam) i el 1068 (Sancti Petri vel Sancti Laurentii de Argeles).

### La Platja d'Argelers
La Platja d'Argelers és una població moderna, sorgida arran de l'auge del turisme: en el Cadastre napoleònic del 1812 no hi ha en el seu lloc més que una bateria d'artilleria de defensa costanera. S'allargassa uns 3 quilòmetres a la franja costanera, al costat de la Platja dels Pins, on les pinedes arriben gairebé fins a l'aigua. Són pins plantats un segle enrere, que integren el paisatge costaner d'Argelers. S'hi alternen blocs d'apartaments amb establiments de serveis turístics, i hi existeix la capella moderna de la Mare de Déu de l'Estrella del Mar, amb vitralls de Willy Mucha. Una part d'aquesta moderna població s'estén sobre el terreny on hi hagué el Camp d'Argelers.

### El Port d'Argelers
El Port d'Argelers, de nova planta com a port esportiu, construït entre la Platja d'Argelers, que queda al nord, i el Racó, al sud, substitueix l'antic Grau de la Maçana, dedicat a la pesca. És damunt la desembocadura de la Maçana. Tampoc no apareix en el Cadastre napoleònic del 1812.

### El Racó
El Racó, situat entre el Grau de la Maçana i la Cala del Portell, es va formar un segon nucli turístic del terme d'Argelers. Anomenat el Racó, està format per cases d'estiueig -algunes esdevingudes primeres residències-, amb algunes d'elles disperses i repartides per diverses cales i espais de la costa. Tampoc no apareix en el Cadastre napoleònic del 1812. Just a l'extrem sud de l'actual veïnat hi havia hagut una bateria d'artilleria de defensa costanera.

### Tatzó d'Avall

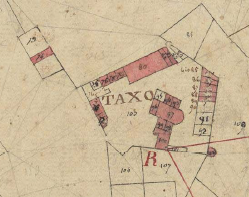
Tatzó d'Avall en el Cadastre napoleònic del 1812 (ADPO)

Al sector nord del terme, a prop de la Tet, hi ha el poble de Tatzó d'Avall. A llevant, i a prop, de Tatzó d'Amunt, poble que, tanmateix, pertany al terme comunal de Sant Andreu de Sureda. És un antic poble al voltant del qual s'ha creat modernament una zona industrial i una urbanització de la vila d'Argelers. S'hi conserven les restes del Castell de Tatzó d'Avall i l'església romànica de Sant Martí i la Santa Creu, en un recinte clos que conserva parts importants de les muralles medievals.
El castell d'aquest lloc havia estat la seu entre els segles XI i xii del Vescomtat de Tatzó.
Al davant del poble vell de Tatzó d'Avall hi ha el liceu de les Gavarretes, oficialment denominat Christian Bourquin, liceu polivalent dels oficis de l'hostaleria, de la gastronomia i del turisme, modern edifici que compta amb un notable rocòdrom.

### La Pava

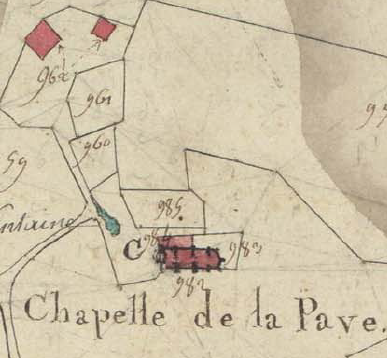
La Pava en el Cadastre napoleònic del 1812 (ADPO)

La Pava és un antic llogaret situat en el coster de la Serra de l'Albera, en el costat sud-oest del terme d'Argelers, al nord-est i als peus del turó on es conserven les restes del Castell d'Ultrera. La Pava té, aturonada a ponent del fons de la vall de la Ribera de la Maçana, l'església de Sant Alexandre o Sant Ferriol, amb el Molí de la Pava a prop al nord seu.

### El Santuari de Vida
El Santuari de Vida, antigament dedicat a Santa Maria Magdalena i ara, des del segle xix, a la Mare de Déu, està situat al sud-oest del terme d'Argelers, a prop i al nord-est de la Pava, a l'altre costat de la vall de la Ribera de la Maçana. És en un lloc des d'on hi ha una vista admirable de la costa.

### Sant Jeroni d'Argelers

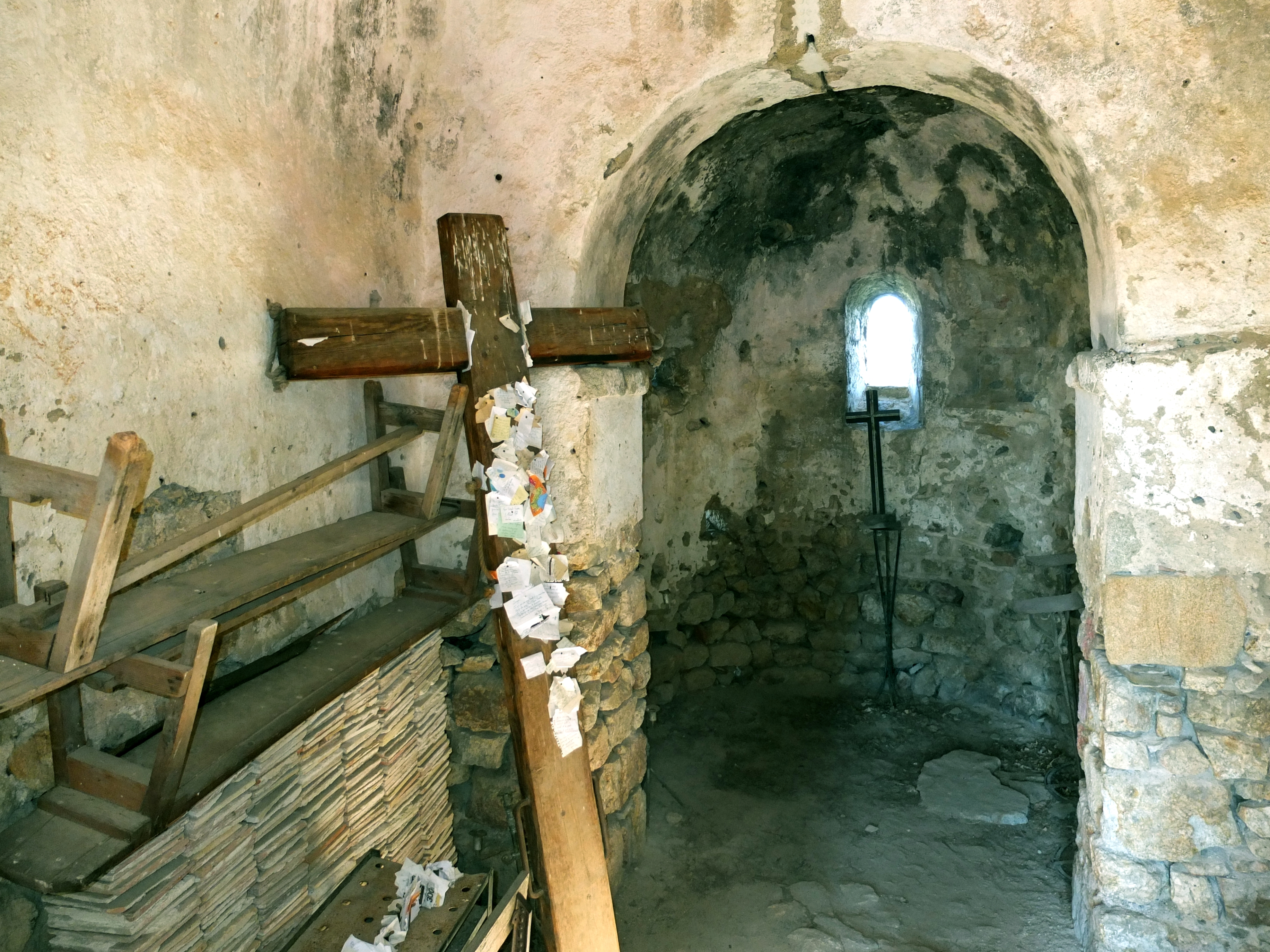
Interior de la capella de Sant Jeroni

L'ermita preromànica de Sant Jeroni està situada ran mateix del santuari de la Mare de Déu de Vida. És una petita església que conserva el portal de ferradura de la construcció original.

### Sant Llorenç del Mont
En el mateix sector del terme es troba l'església de Sant Llorenç del Mont, situada més a llevant i una mica cap al sud de la Pava. És una interessant església romànica de nau única del segle xii.

### Santa Maria de Vallbona
Enlairat a prop de l'extrem meridional del terme es troba l'antic monestir de Vallbona, de l'orde cistercenc, filial de Fontfreda.

### Santa Maria de Torreneules
Al sud-est de Vallbona, prop del límit sud-oriental del terme, hi ha les restes de l'antiga església de Santa Maria de Torreneules, que havia pertangut a Sant Quirc de Colera i fou adquirida per Vallbona, però coexistí molt de temps amb el monestir. Actualment hi subsisteix un mas amb el nom de Torreneules, en el Serrat del Mig.

### La Torre de la Maçana
La Torre de la Maçana, o de Perabona de la fi del segle xiii, esmentada el 1293 i el 1356; en el darrer document es diu que va ser feta construir per Jaume de Mallorca per tal de protegir la seva terra. Està situada damunt del termenal entre Argelers i Sureda, al nord del Bosc Comunal d'Argelers, a ponent i damunt de Vallbona.

### El Castell de Pujols

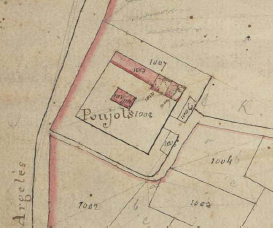
Pujols en el Cadastre napoleònic del 1812 (ADPO)

El Castell de Pujols, o de Pujol, és mil metres al nord d'Argelers hi ha el Castell de Pujols, o de Pujol, del segle xii, de planta quasi quadrada. El lloc és esmentat l'any 1074 (Pugols), i al segle xiv, vers 1375 apareix com a torre apellada Pujol o com a força de Pujol. Havia estat cedida a l'abadia de Fontfreda, que hi establí una granja que encara subsistia el segle xvii (1680). En la campanya de 1343-1344 fou assetjada per Pere el Cerimoniós, qui no la va poder prendre fins que va caure la vila d'Argelers.

### La Torre del Puig de Miravent
La Torre del Puig de Miravent és al cim del Puig de Miravent.

### El Castell d'Ultrera

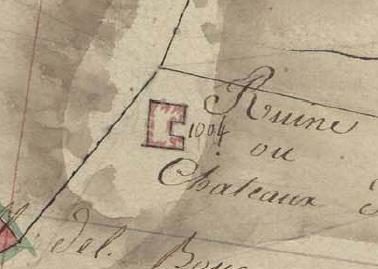
El Castell d'Ultrera en el Cadastre napoleònic del 1812 (ADPO)

El Castell d'Ultrera és a prop del límit comunal d'Argelers i de Sureda; el castell, en si, és dins del terme comunal d'Argelers i, en canvi, la nova ermita de la Mare de Déu del Castell és dins del terme de Sureda. El que queda dins del d'Argelers és la capella de Santa Maria del Castell d'Ultrera, actualment en ruïnes com tot el castell.

### Sant Pere de la Cellera
Les restes de l'església de Sant Pere de la Cellera, o dels Forquets, es troben a prop del Mas Cònsol. Aquesta església era la parroquial del poble de desaparegut de Sant Pere dels Forquets.

### Santa Coloma d'Alemanys
L'actual Mas Santa Coloma és el testimoni, a través de la toponímia de l'antiga capella i lloc de Santa Coloma d'Alemanys, de la qual no en queden més vestigis que els trobats en una prospecció arqueològica de vers el 1990. A l'entorn es van trobar altres restes que denoten una ocupació des d'època romana fins al segle v de la nostra era. Tanmateix, podria ser que l'església fos dins del terme de Palau del Vidre.

### Monuments megalítics
Dins del terme comunal d'Argelers hi ha almenys quatre dòlmens: el dolmen denominat Cova de l'Alarb, situat dalt d'una carena a prop del centre del terme d'Argelers, prop del Mas d'en Frere, dit Castell de Valmy, el Dolmen dels Collets de Cotlliure, a prop al sud-oest de l'anterior, el Dolmen de Sant Pere dels Forquets i un ossari de l'Edat dels Metalls a la denominada Cova de la Tortuga.

### Els masos del terme
El d'Argelers és un terme amb una gran quantitat d'edificacions aïllades, bastants encara en ús, d'altres en ruïnes i algunes del tot desaparegudes, de les quals es conserva, però, el nom. Encara són en ús, entre els cortals, la Barraca de l'Auzina, la del Corral dels Porcs, la del Grevolar, la dels Alemanys, la del Verderol, la d'en Simon i la de les Colomates, que a més de cortal és refugi; entre els masos, el Casot del Mas Pardès, els Casots de l'Inveny, el Corral de Labat, o Barraca d'en Darner, l'Era d'en Gelis, el Forn de Calç, la Granja d'en Cadena, o Corral del Mas d'en Quelet d'Amunt, la Maisonnette, el Mas del Puig de Miravent, el Mas Bertran, el Mas Blanc, o Mas de l'Angela, el Mas Blanquer, el Mas Cabanes, el Mas Cassó, o Mas d'en Perulles, abans Mas d'en Peret, el Mas Cònsol, o del Cònsol, abans Mas de les Gallines, el Mas Cristina, abans d'en Vergers, el Mas d'Agafasopes, el Mas d'Amunt, el Mas de Labat, o de Pere Labat, o d'en Peirot, el Mas de la Devesa, abans Mas Boluix, el Mas de la -o de na- Riu, el Mas de l'Ós, o Picamal, abans Mas de les Eres, el Mas del Piló, o Mas Piló, el Mas d'en Bec, el Mas d'en Bota, el Mas d'en Cadena, o d'en Quelet d'Amunt, abans Mas Gracia, el Mas d'en Calmetes, abans Mas del Calls, el Mas d'en Coc, el Mas d'en Comes, o Coma, o d'en Cabanes, el Mas d'en Comalls, el Mas d'en Jordi, el Mas d'en Pardès, el Mas d'en Pedret, el Mas d'en Peret, el Mas d'en Rafelot, o Mas Rafelot, el Mas d'en Reda, o de la Reda, el Mas d'en Torrents, el Mas d'en Selva, el Mas d'en Senyeric, el Mas d'en Torrenaps, el Mas d'en Vicenç, el Mas de Passalaigua, o d'en Passalaigua, el Mas de Santa Coloma, el Mas de Sant Llorenç, o d'en Quelet d'Avall, o les Acacias, el Mas de Torreneules, o simplement Torreneules, el Mas Lamon, el Mas Leclerc, el Mas Llinars, el Mas Mosser, el Mas Perillot, el Mas Platjatorta, el Mas Pujols, o Pujol (amb el Castell de Pujols), el Mas Reig, el Mas Resta, o d'en Resta, abans Mas d'en Poncet, el Mas Roca, el Mas Roger, el Mas Rossinyol, o d'en Rossinyol, el Mas Sant Joan, el Mas Tastú, el Molí del Mas d'en Torrents, el Molí de l'Oli, el Molí d'en Març, abans Molí d'en Pedret, el Molí d'en Poncet, el Molí de Tatzó, Sant Boi, o Mas Boi i el Mas d'en Frere, ara anomenat Valmy o Castell de Valmy.
Són ja en ruïnes la Barraca de la Llosa, la del Ginestet, la d'en Jeroni, el Mas, dos masos anomenats de Cissa Bulla, el Mas de la Monja, o de les Monges, abans Mas de les Sitges, dos masos anomenats del Mosquit, el Mas d'en Cesarol, el Mas d'en Gratacós, el Mas d'en Massot, abans d'en Barda, el Mas d'en Pacreu, el Mas Tadeu, o del Roc del Grill, la Mata del Pomer, o Mas de la Mata del Pomer, el Molí de la Pava, el Molí -o Torre- de Miravent, el Molí d'en Sorra, la Teuleria d'en Cremadells. Són del tot desapareguts les Barraques de l'Ansa de Portell, el Mas d'en Revetlla, el Mas Paritos, el Molí d'en Nillo, i són noms antics, ja en desús el Cortal d'en Briqueu, el d'en Ferran, el d'en Gallard, el d'en Montoriol, el d'en Ribera i el d'en Vaquer, que, a més, és desaparegut.
La presència militar d'èpoques de conflicte és present en la costa d'Argelers. Hi havia hagut la Bateria del Tec, ara desapareguda, i encara es conserva la Bateria d'en Sorra, al sud-oest del Racó. També cal esmentar el pou de glaç anomenat Pou de Riu, la Redubta, ja desapareguda, el Pont de la Vall, el Refugi de les Colomates, la Teuleria d'en Ribella i les Tines.

### Orografia
El relleu del terme d'Argelers està repartit en dues unitats del tot diferents l'una de l'altra. La meitat nord és la cua sud-oriental de la Plana del Rosselló, amb el riu Tec al nord, que només fa de límit comunal en la meitat occidental. A l'altra meitat, l'oriental, el terme d'Argelers depassa el riu cap a la seva riba esquerra, on es troben el Mas de la Devesa, el Mas Tastú i el Mas Roig. La vila d'Argelers està situada quasi al centre del terç meridional d'aquesta zona plana. El Tec, la Ribereta i el Rec d'Argelers drenen aquesta zona, on venen a desembocar en el Tet la major part dels torrents que davallen de la serra (el Ravener va a desembocar directament a la mar a l'Olla, al límit amb Cotlliure, així com els còrrecs de Vall Maria i de la Coma Fosca, que desemboquen en la mar a la zona del Racó).
La meitat sud és de fet el vessant septentrional de la Serra de l'Albera, tot i que respecte de la resta del terme d'Argelers, nmés ocupa la meitat est: l'oest forma part del terme de Sureda, que en aquest sector s'eixampla ocupant la part que semblaria que hauria de pertànyer a Argelers. Així, el terme d'Argelers queda esbiaixat de nord-oest a sud-est, respecte del vessant de la serra. Aquesta zona està marcada per uns quants còrrecs que marquen les valls que davallen de la carena de la serra: la Maçana, el Còrrec d'en Benet, el de la Ceriga, el del Dragó i el Rec de l'Abat, a part dels abans esmentats Còrrec de la Coma Fosca, Còrrec de la Vall Maria i el Ravener.
Els topònims d'Argelers mostren accidents geogràfics destacats. Obagues, com el Bac de la Devesa, el de la Figuerassa, el de la Solana, el de les Cruïlles i el d'en Lanquina; boscs, com el Bosc Comunal d'Argelers, el de Valmy o del Mas d'en Frere, el Bosc Nou, la Fajosa, la Fajosa de la Fredat, la Fajosa d'en Terrers, la Fajoseta, la Sureda d'en Delpont, les Vernedes (a dos llocs diferents) i els Verns, a més de la Reserva Natural del Bosc de la Maçana; clots, com el Clot de l'Antiga, el de les Vernedes, el del Noguer, el del Vern, el d'en Carrera, els Clots de la Font d'en Cassanyes, els de la Noga, els del Forn i els dels Oms; colls de muntanya, com la Collada de l'Àliga, la del Cabirol, la del Girbol, la d'en Gabis, la d'en Perpinyana, la d'en Rossi, o Jaça d'en Rossi, el Coll de la Carbassera, el de l'Àliga, el de la Maçana, el de la Miquelassa, de la Plaça d'Armes a 677,2 m, el de la Travessa, el de la Vena, abans de la Daina, el del Boc, el del Camp d'en Selva, el del Pal, el del Pomer, el d'en Serra, un altre d'en Serra, o Coll de la Vinya, el d'en Verderol, el de Vallàuria, el Collet del Vent, el d'en Campistró, el d'en Cassanyes, els Collets de Cotlliure, Coll Terrers, el Pas de l'Arbre Blanc, el Pas de les Lleteres, el Pas de les Vaques, el Pas del Noguer, el Pas de l'Om i el Pas Estretel; comes, com la Coma de la Font i la Coma Fosca; costes, com la Costa del Pomer i la Costa Roja; coves, com la de la Tortuga i la de les Encantades; deveses, com la Devesa, la Devesa de Vallbona i la Devesa d'en Sagols; gorgs, com el Gorg de la Sorra, el Gorg de l'Estela (desaparegut com a gorg), el Gorg dels Oms, el Gorg de na Craps i els Gorgs d'en Prosper; plans, com el Pla de la Barca i el de l'Om; platges, com la Platja de la Morera, la del Canyic, la de l'Olla, la del Molí d'en Sorra i la dels Pins, o, simplement; muntanyes, com Puig Alt, Puig de la Carbassera, o de les Guardes, Puig de la Martina, Puig de la Pera, Puig de la Torreta, Puig del Raig, Puig dels Comuns, Puig dels Oms, Puig dels Quatre Termes, o de les Basses, Puig de Miravent, Puig de Sallfort, Puig o Cingle de Sant Miquel, Puig Rodon i el Raig Petit; roques, com Penyes Negres, la Perabona, Pera Puntosa, el Roc de la Jaceta, el Roc de la Perdiu, el Roca de l'Anca, el Roc del Corb o del Gorb, abans Quercorb, el Roc del Duc, el Roc del Guill, o del Grill, el Roc del Molí d'en Sorra, el Roc d'en Jordà, o de l'Anca, el Roc de Puig-i-barba, el Roc de Santa Eulàlia, o Eulària; salts, com el Salt de la Regina i el d'en Carbassa; serres i serrats, com la Serra de Gallines, o de les Gallines, o de les Bigues, el Serrat de Castell Serradillo, el Serrat del Ballador, el Serrat de l'Escalfet i el Serrat del Mig; solanes, com el Solà de la Maçana, el de les Cledes, el del -o d'en- Freixe, el d'en Lanquina, el de Vallmalenya i la Solana.

### Hidrografia

#### Cursos d'aigua
Dues unitats molt diferenciades, com ja s'ha anat veient, conformen el terme d'Argelers de la Marenda. D'una banda, la plana del Rosselló, en aquest cas articulada sobre l'eix de la Tet. D'altra banda, el vessant septentrional de la Serra de l'Albera, de la qual davallen les riberes de la Maçana i el Ravaner, bàsicament. A part, tota una sèrie de còrrecs procedeixen dels vessants nord-est i est de la Serra de l'Albera i van directament a la mar Mediterrània, a la zona del límit amb Cotlliure.
La plana, així. doncs, veu discórrer el Tec a la part nord, a més de la Ribera de Sant Andreu, que ve de Sant Andreu de Sureda, que en terme d'Argelers es converteix en la Ribereta, que segueix el traçat de l'antiga llera del Tec, ara anomenat el Tec Vell. Afluent per la dreta d'aquesta ribera és la Noguera.
Directament a la mar, a través del Ravaner, tot de còrrecs fan baixar l'aigua de pluja, i de les fonts, de la Serra de l'Albera. El Ravaner, que neix en el vessant oriental del Puig de Sallfort i en el septentrional del Serrat de Castell Serradillo, i la Font d'en Vergers contribueix en el seu cabal poc després de la conca on es forma aquest torrent, fa bona part del seu curs de límit amb Cotlliure. Dins del terme d'Argelers de la Marenda es troben els còrrecs següents, afluents del Ravaner: Còrrec d'en Vergers, Còrrec de la Coma de la Font, Còrrec de Mata del Pomer, Còrrec de Torreneules, Còrrec dels Clots del Forn, Còrrec de la Font d'en Cassanyes, o simplement d'en Cassanyes (part superior del següent), Còrrec del Clot dels Eus (part inferior de l'anterior), Còrrec del Clot dels Oms, Còrrec de la Figuerassa, Còrrec de Vallbona, Còrrec de l'Adelidó, Còrrec de la Font del Faig, o de la Font del Bac, Còrrec de la Font de les Arrels, Còrrec de la Roba d'en Mosses, Còrrec de la Font de les Canals, Còrrec de la Mata de Bruc, Còrrec de les Calmelles, Còrrec de la Font de la Barila, o del Pla de la Calmilla, Còrrec de la Devesa, Còrrec de l'Home Mort, Còrrec de la Font del Vern, Còrrec dels Clots de la Noga, Còrrec de Vallmalenya i Còrrec de Passalaigua.
Una mica més al nord, desembocant ja en el Racó, es troba el Còrrec de Vallmaria, que duu les afluències del Còrrec del Mas d'en Jordi, Còrrec del Colobrar, l'Auza de l'Olla, Còrrec del Coll d'en Serra, Còrrec del Mas d'en Coma i Còrrec de Coma Fosca. Paral·lel al darrer, i desembocant en la part meridional del Port d'Argelers, hi ha el Còrrec del Prior, amb els seus afluents, el Còrrec Sec i el Còrrec de la Sureda, antigament de la Sureda del Frere.
La Maçana és el següent curs d'aigua, seguint sempre cap al nord. El darrer tram de la Maçana, a llevant de la vila d'Argelers, rep el nom de Ribera del Güell. De recorregut llarg, una part del qual dins del terme de Sant Andreu de Sureda, els afluents argelerencs són: Còrrec del Solà del Freixe, Còrrec de la Muntanya Rasa, Còrrec del Ginestet, Còrrec de l'Avellanosa, Còrrec de la Font del Llamp, Còrrec de la Fajoseta, Còrrec de la Fajosa i Còrrec dels Alemanys, abans d'abandonar el terme d'Argelers. Un cop reintegrat en aquest terme, Còrrec de la Trilla, abans de la Trilla dels Clergues, Còrrec de la Costa del Pomer (n'hi ha dos amb el mateix nom), Còrrec del Camp Roig, o de Sant Miquel, Còrrec de la Font de la Mare, o de la Mata, Còrrec del Devès, anomenat de la Pava a la part alta, Còrrec de l'Hort de l'Ermita, Còrrec de l'Om, Còrrec d'en Coc, Còrrec de Platjatorta, Còrrec de Torrenaps, Còrrec de la Coma Fosca (un segon, amb aquest nom), Còrrec de Santa Magdalena, Còrrec d'en Benet, que inclou el Còrrec de la Regina, o del Salt de la Regina, Còrrec del Clot d'en Carrera, o del Forn de la Calç, el Còrrec de la Font i el Còrrec del Mas d'Amunt, el Còrrec de l'Abat, que inclou els còrrecs d'en Pacreu, el de la Verneda, el de la Font Freda, el del Coll de la Vena, o de la Daina, el del Mas d'en Cadena, el de la Font del Mas d'en Cadena, el del Mas d'en Selva, el d'en Rossinyol, el del Clot del Noguer, el de la Reda i el de Caldes Aigues. Dins de la vila d'Argelers la Maçana rep el Còrrec de la Ceriga, que duu incorporades les aigües -quan en duu- dels còrrecs del Dragó, del Mas Pardès, de l'Aigua Fresca i del Roc del Guill.
Finalment, hi ha uns quants còrrecs a l'extrem de ponent del terme que tenen l'inici a Argelers, però de seguida entre en el terme de Sant Andreu de Sureda: Còrrec de la Font del Llop, Còrrec de l'Hort de la Font, Còrrec del Falguerar, Còrrec de la Font del Mas Llinars, Còrrec de Flamesaigues, Còrrec del Coll de la Travessa, Còrrec dels Suros i Còrrec de la Collada d'en Rossi.

#### Canals de drenatge i d'irrigació
Tota una xarxa d'agulles de drenatge duen aigua als camps de la plana rossellonesa d'Argelers: l'Agulla, l'Agulla Cabdal, l'Agulla Cabdal de Palau, abans Ribera de Santa Coloma, l'Agulla de la Devesa, l'Agulla de la Font d'en Caldava, que també és d'irrigació, l'Agulla de la Joncarola, l'Agulla de les Nogueres, l'Agulla del Gorg de na Craps, l'Agulla del Marrasquer, l'Agulla del Mas de Santa Coloma, l'Agulla del Mas Tastú, l'Agulla d'en Salleres, l'Escorridor del Regatiu i la Ribera de les Conques, antic llit de la Maçana. Completen aquesta xarxa els recs d'irrigació; a més de la ja esmentada Agulla de la Font d'en Caldava, el Rec del Molí de Tatzó, el Rec -o el Regatiu- Gros, el Rec Petit, o el Petit Regatiu, el Regatiu, el Regatiu de les Paganes, el Regatiu del Rec Petit i el Regatiu del Tamariguer. El Rec del Molí és ja un nom antic, desaparegut de l'ús comú. El Rec de l'Aigua de Portvendres és un rec de conducció d'aigües a aquell port des de la Font d'en Cassanyes. En aquesta hi ha algun còrrec, com el de Constantina, que aflueix en el Rec del Molí de Tatzó o el Còrrec del Pont d'en Jan de l'All, que ho fa en el Rec Gros.

#### Talassònims
El litoral marítim dona alguns topònims relacionats amb l'aigua de mar, és a dir, talassònims: l'Ansa o Platja dels Portells, el Bocal de la Maçana, o simplement el Bocal, el Grau de la Maçana, el Grau del Tec Vell, abans de la Ribereta, la Roca de Sant Andreu, la Roca Tavac (dos alts fons), les Seques del Racó i les Seques d'en Verneda (esculls marins).

### Els espais naturals de la Serra de l'Albera
La meitat meridional del terme d'Argelers està determinat pel vessant nord de la Serra de l'Albera. És una zona muntanyosa, amb vessants formades per boscs d'alzines, alzines sureres i roures i, al capdamunt, faigs (el Bosc de les Colomates i el bosc comunal d'Argelers. En el Bosc de les Colomates hi ha la Reserva de la Maçana, de 10 hectàrees, creada pel Laboratori Aragó de Banyuls. És una interessant estació ecològica de gran vàlua paisatgística on, a tan sols 6 quilòmetres de la mar, es troba un bosc de caràcter medioeuropeu, sense a penes presència de vegetació mediterrània; a més, hi pasturen en llibertat vaques de raça maçanesa, una espècie endèmica, autòctona.

### La Reserva Natural del Mas de na Riu, o de la Riu
Just a la desembocadura del Tet en la mar Mediterrània es troba aquesta reserva natural, que ocupa un triangle delimitat pel riu, la mar i la carretera D - 81, anomenada Ruta del Litoral. Al sector nord-occidental de la reserva hi ha el Mas de na Riu, i a la zona central, el Gorg dels Oms.

### El terme comunal
Les partides i indrets destacats del terme d'Argelers són els següents (alguns repeteixen topònims eesmentats anteriorment, però en aquest capítol designen el territori de l'entorn del lloc abans esmentat): l'Agulla d'en Salleres, l'Aglevat, l'Agre Borrell, o Era d'en Borrell, l'Agrona, les Agulles, els Ametllers, l'Ansa o Platja de Portells, les Arenes, o els Gitanos, les Arrels, els Aspres de la Sureda, els Aspres de Pujols, l'Auzina, l'Avellanosa, els Baixos de Santa Magdalena, les Balmes, les Balmes d'en Quelet, la Barraca d'en Jeroni, el Botàs, la Calmilla, les Cambres, el Camí de Cotlliure, el Camí de la Maçana, el Camí de Palau, el Camí de Perpinyà, el Camí Vell de Cotlliure, les Canals de Puig Rodon, o de Vallbona, la Carrerassa, la Cassanya, el Cementiri dels Espanyols, les Casetes, la Ceriga, la Ceriga Alta, la Clapera, la Jaça d'en Rossi, la Collada d'en Gabis i la d'en Perpinyana, el Coll de la Carbassera, el de l'Àliga, el de la Miquelassa, el del Pal, el d'en Serra, el d'en Verderol, el del Vent, el Collet d'en Campistró, els Collets de Cotlliure, el Colobrar, o la Colobrada, les Colomates, les Conilleres, les Conques, la Corberola, el Corral de Labat, el Corral dels Porcs, els Escarders, l'Espinaçosa, els Fangots, el Favar, Font Andreu, Font de l'Aigua Fresca, Font de l'Àngel, Font del Bac, o del Faig, Font de les Carboneres, Font dels Pastors, Font d'en Caldava, Font d'en Torrenaps, les Gallinetes, les Gavarres, les Gavarretes, el Ginestet, la Glacera (nom antic, ja en desús), Gratallops, el Grevolar, Guills Blancs, la Guimerana, l'Home Mort, les Honors, l'Inveny, la Jaça del Taure, la Jaça d'en Peirot, la Joncarola, la Joncassa, la Llosa, Manyàs (nom antic), la Malaterra, la Marenda, el Marge de la Mota, la Maisonnette, Mas Cristina, abans Mas d'en Vergers, Mas d'Agafasopes, Mas d'Amunt, Mas de la -o de na- Riu, Mas de l'Ós, Mas d'en Cadena, Mas d'en Calmetes, Mas d'en Coc, Mas d'en Coma, o d'en Comes, Mas d'en Jordi, Mas d'en Pacreu, Mas d'en Pardès, Mas d'en -o de na- Reda, Mas d'en Selva, Mas d'en Sitges, Mas d'en Senyeric, Mas d'en Torrents, Mas de Passalaigua, Mas Leclerc, Mas Llinars, Mas Rossinyol, o del Rossinyol, Mas Tastú, la Mata del Bruc, la Mata del Pomer, els Maters, els Marles, la Migranya (nom antic), el Molí d'en Pedret, el Molí d'en Poncet, el Molí d'en Sorra, la Mongetera, la Muntanya Rasa, l'Olla, Negabous, les Paganes, o les Agulles, el Palleret, la Pava, les Pedreres de feldespat (en dos llocs propers, però diferents), la Perabona, els Pins, la Plaça d'Armes, Pompià (nom antic, a Tatzó), el Pont de la Vall, el Pont d'en Jan de l'All, Portells, la Prada Baixa, Prats Negats, Puixinopola, la Punta de la Morera, la Punta d'en Ramona, els Queixals, el Racó, Ras de Sallfort, el Ravaner, la Reserva Natural del Mas de la Riu, la Ribera de l'Abat, la Riu (nom antic), el Roar Alt, abans el Roar Naut, el Roar Baix, el Romaguer, el Roure del Pastoret, les Saleres de Vallbona, Santa Coloma, Santa Magdalena, Sant Bernat, Sant Julià, o Sant Julià de la Garriga, o de Roar, Sant Llorenç, Sota de la Maçana, el Tamariguer, Tatzó d'Amunt, Tatzó d'Avall, la Teuleria d'en Cremadells, la Teuleria d'en Ribella, o d'en Revetlla, la Torre del Castell Serradillo, la Torre de la Maçana, Torrenaps, o Mas d'en Torrenaps, Torreneules, l'Ullal, Vallbona, Vallmalenya, Vallmaria, Valmy o Mas d'en Frere, i la Xatarda.
Alguns d'aquests noms fan referència a camps de conreu o equivalents: el Camp del Cavall, el del Romaguer, el dels Soldats, el d'en Burgat, el Camp Rossellonès, els Camps de la Collada, els del Palau, els dels Bocs, la Colomina de la Ruïna, la dels Aspres, la d'en Barral, la de Sant Martí, la Colomina Llarga, Dona Maria, abans Camps de Dona Maria, l'Era d'en Gabis, l'Horta d'en Llosa, l'Hort de la Partió, els Horts de les Conques, els Horts, o Horta, d'en Marrasquer, la Vinya d'en Mossé (ara hi ha el càmping La Maçana), la Vinyassa (nom antic), les Vinyes de la Ribera de l'Abat i les Vinyes de Santa Magdalena.
Uns quants topònims són de fites termenals o senyals mariners: el Cementiri dels Cavalls, el Piló del Romaguer, el Piló de la Devesa de Vallbona, el Roc de la Canal Grossa, el Roc de la Fredat, el Roc de les Cabres, el Roc de l'Hora, el Roc del Romaguer, el Roc d'en Cassanyes, el Roc de Puig-i-barba, la Sureda i el Tamariu.

#### El cadastre napoleònic
En el Cadastre napoleònic del 1812, l'extens terme d'Argelers de la Marenda apareix dividit en sis seccions: el Tec, Tatzó d'Avall, el Ravaner, Sant Llorenç i Santa Magdalena, Sant Julià i la Pava, i secció de la Vila. La primera, del Tec, ocupa tota la franja septentrional del terme, a la vora del riu. En la primera secció es troben a l'esquerra -nord- del Tec, al nord-est del terme, les partides de la Devesa, amb el Mas Boluix, i de les Conilleres, sense cap edificació. A migdia d'aquest sector, a la dreta del riu, hi ha el Pas de les Vaques i el Mas de na Riu, amb la masia d'aquest nom. Encara a la mateixa secció, altre cop a l'esquerra del Tec i al nord-oest del terme es troben les partides del Mas d'en Calmetes, amb el mas d'aquest nom i la seva capella i la capella de Santa Eugènia de Tresmals, totes tres edificacions al límit mateix amb el terme d'Elna (de fet, només algunes dependències del Mas Calmetes són en terme d'Argelers de la Marenda, i la capella de Santa Eugènia de Tresmals és totalment dins del terme d'Elna, si bé ran del límit). Davant, a migdia, a la dreta del Tec, es troben les partides dels Queixals, el Pas de l'Arbre Blanc i els Camps dels Bucs, amb el Molí de Tatzó. En la mateixa direcció, ara a l'extrem nord-oest de la comuna, però només a la dreta del riu, hi ha les partides del Pla de la Barca i de Santa Coloma. En aquesta darrera hi ha un cortal i el mas i capella de Santa Coloma, avui dia desapareguda.
Prop de l'anterior, a migdia seu, hi ha la secció de Tatzó d'Avall, amb les partides de la Corberola, Tatzó d'Avall, amb el poble d'aquest nom, la Colomina d'en Barral, la Ribereta, el Pas de l'Om, el Gorg de na Craps, la Colomina de Sant Martí, la Colomina Llarga, la Gavarra, el Roure del Pastoret, les Gavarretes, les Honors, els Camps de Dona Maria i del Monjo, les Paganes, el Tamariguer i Mates, la Joncassa, les Vernedes, els Aspres, els Prats Negats, les Conques, Negabous, els Aspres de la Sureda, els Horts de les Conques, els Aspres (diferent de l'anterior) i la Jonquerola. La secció del Ravaner és a la zona central - oriental del terme, ran de la mar. Està formada per les partides de l'Agulla d'en Salleres, la Cassanya, la Teuleria d'en Rivella, la Riu, la Ribera de l'Abat, el Mas d'en Frere, amb el mas d'aquest nom, el Mas d'en Coma, també amb el mas homònim, el Coll d'en Serra, la Prada Baixa, els Camps de Cadaqués, les Vinyes de la Ribera de l'Abat, i el Mas Leclerc, amb el mas d'aquest mateix nom, a més del Grau de la Maçana.
La secció de Sant Llorenç i Santa Magdalena ocupa les zones central - meridional i sud-occidental del terme, i està format per les partides del Molí de Ponset, amb el molí d'aquest nom, lo Favar, el Molí d'en Pedret, amb el Mas d'en Pedret dins de la partida, l'Oratori, la Teuleria d'en Rivella (diferent de l'esmentada anteriorment), amb el Mas d'en Rivella, l'Inveny, el Roar Baix, les Vinyes de Santa Magdalena, la Teuleria d'en Cremadells, amb la teuleria homònima i el Mas d'en Cesarol, la Ceriga, la Ceriga Alta, Agafasopes, amb el mas d'aquest no, el Salt d'en Carbassa, el Mas d'en Sitges, amb la masia d'aquest nom, Sant Llorenç, amb el Mas de Sant Llorenç i l'església romànica de Sant Llorenç del Mont, el Mas d'en Reda, amb el mas homònim, el Mas de Peirot, amb aquest mas, el Mas d'en Cadena, amb la masia d'aquest nom, la Serra de Gallines, amb el mas homònim, el Roc de les Cabres, el Mas de l'Ós, el Mas d'en Pacareu, amb el seu mas, l'Agre Borrell, la Torre de la Maçana, les Merles, el Salt de la Resina, el Mas de Senyeric, amb el mas d'aquest nom, el Puig de Viravent (Miravent), el Mas Pardès, amb dos masos de noms iguals, en el mapa cadastral: Mas Pardera, el Puig dels Comuns, amb el Mas d'en Cerrel Baix, el Roc de l'Anca, la Font de l'Aigua Fresca, el Roc del Guill, el Mas d'en Torrenaps, amb el mas homònim, la Font de Torrenaps, Santa Magdalena, amb la capella i ermita de Santa Maria Magdalena de Vida i el Mas d'en Vicenç, el Mas d'en Torrents, amb el mas d'aquest nom, el Mas d'en Coc, amb el mas homònim, la Costa del Pomer i el Mas d'Amunt, amb aquest mas.
La secció de Sant Julià i la Pava ocupa la zona central - occidental del terme, al límit amb Sureda i Sant Andreu de Sureda. Conté les partides de Tatzó d'Amunt (tot i que el poble d'aquest nom és en el veí terme de Sant Andreu de Sureda), la Colomina de la Ruïna, la Colomina dels Aspres, el Camí de Palau, el Camí de Perpinyà, el Camp del Cavall, el Roc de la Perdiu, Sant Pere, amb el Cortal d'en Vaquer, la Migranya, l'Agrona, Sant Julià, amb l'església, desapareguda, de Sant Julià en el seu extrem nord-est i un cortal, la Carrerassa, lo Roar Naut, el Mas Llinars, amb aquest mas, la Pava, amb la capella de Sant Ferriol de la Pava i quatre edificacions sense nom properes.
Finalment, la secció de la Vila té la vila d'Argelers de la Marenda en el seu extrem nord-oest, de la qual destaca clarament el nucli vell i només quatre cases i carrers al sud, fora de la vila vella, i les partides de la Torrella, Castell Meler, els Camps del Palau, els Horts del Marrasquer, els Camps del Marrasquer (les dues anteriors amb una edificació a la partida) i la Clapera.

### Fites frontereres
En el terme d'Argelers de la Marenda hi ha tres fites frontereres: les que porten els números 587, 588 i 589. Les tres són al límit amb Espolla. La primera és al Coll de la Maçana; la segona, al Coll dels Terrers i la tercera, al Coll del Pal. La línia definida per aquestes tres fites i les contigües (586 i 590), en els termes de Sureda i Banyuls de la Marenda, respectivament, marquen el límit meridional de la comuna d'Argelers de la Marenda, de la comarca del Rosselló, de la Catalunya del Nord i de l'estat francès i el nord del d'Espolla, de la comarca de l'Alt Empordà i de la Catalunya estricta.

## Transport

### Vies de comunicació antigues
Tres camins eren els quals en l'antiguitat solcaven el terme d'Argelers. D'una banda, el Camí de Carlemany, que en aquest cas resseguia el traçat de la Via Domícia, entrava en terme d'Argelers, procedent del nord, pel lloc on hi ha la capella de Santa Eugènia de Tresmals, des d'on s'adreçava a Tatzó d'Avall. D'aquí anava cap a la partida de la Joncarola, passant al nord-est de la vila d'Argelers, i s'adreçava cap a la costa, al lloc del Racó, des d'on una branca resseguia la costa cap a Cotlliure mentre que una altra remuntava la vall del Ravaner cap a Torreneules i el Coll de Vallauria, on franquejava la carena de la Serra de l'Albera.
Un segon camí marxava cap al sud: la via de la Vall, que passava per Tatzó d'Amunt, des d'on seguia un camí actual que fa de termenal entre Argelers de la Marenda i Sant Andreu de Sureda, pujava cap a la Pava, després a la Vall, remuntava la vall de la Maçana, cap al Coll de la Carbassera, on travessava la carena de la Serra de l'Albera cap a l'Empordà.
La tercera via potser era el traçat de l'original Via Domícia en aquest territori: d'Argelers anava cap a Palau del Vidre, passant a prop de la capella de Santa Coloma (l'actual Mas Santa Coloma). D'aquesta via només se'n conserven alguns trossos fragmentats.

### Carreteres
Argelers de la Marenda és un dels nusos de comunicacions importants del sud del Rosselló, com Elna. Per això el seu terme està creuat per unes quantes carreteres. La més important, que comunica la vila amb Perpinyà, és l'autovia D - 914 (D - 900 a Perpinyà, a les Arcades - Coll dels Belitres, a Cervera), que té format d'autovia al llarg de tot el terme d'Argelers: just al límit del terme amb el de Cotlliure es transforma en carretera de dos carrils. Entra en el terme pel nord-oest, al cap de poc de ser dins del territori d'Argelers gira cap al sud, va fent la volta al nucli de població formant un arc còncau de nord a sud-est, i se'n va cap a Cotlliure pel sud-est.
La segona carretera en importància és la D - 618 (El Voló - Argelers de la Marenda), amb dos traçats paral·lels diferents: la carretera nova i la vella, que tot just se separen en sortir del territori d'Argelers. El traçat antic travessava els nuclis de Sant Andreu de Sureda i de Sant Genís de Fontanes, però el traçat nou els evita tots dos, fent-ne la volta pel nord.
Una tercera carretera és la D - 114 (és el traçat antic de la D - 914), que només conserva el traçat diferenciat de la carretera nova en el seu pas pel nucli urbà d'Argelers. Deriva de la D - 914 al nord-oest de la vila, i s'hi torna a unir al sud-est.
També passa per Argelers la carretera D - 2 (Argelers- D - 619, a Trevillac), que travessa el terme des de la vila cap al sud-oest. Per aquesta carretera, Argelers de la Marenda es comunica directament amb Sureda (7 km), la Roca d'Albera (9), Sant Genís de Fontanes (10), Brullà (16), Sant Joan la Cella (19), Vilamulaca (25), Forques (29), el trencall de Paçà (32), Montoriol (34), Queixàs (39), Sant Miquel de Llotes (45), Illa (50), Montalbà del Castell (53) i Trevillac (56) (els dos darrers ja a la Fenolleda, comarca occitana).
Encara, es troba la carretera D - 2e, variant de la D - 2 en diversos trams discontinus, uneix Argelers de la Marenda amb la Platja d'Argelers en 2 quilòmetres. Un altre tram uneix, al sud del nucli d'Argelers, la D - 114 amb la D - 914.
A l'extrem nord-oest del terme d'Argelers es troba la D - 11 (Sureda. Salses), que amb prou feines té recorregut dins d'Argelers, i només hi enllaça a través de la D - 914.
Finalment, la D - 81 (D - 83, al Barcarès - D - 114, a Argelers de la Marenda), que és la coneguda amb el nom de Ruta del Litoral, ja que ressegueix a prop de la mar tota la costa rossellonesa. Arriba a Argelers des de Sant Cebrià de Rosselló.
Argelers dista entre 23 i 31 quilòmetres de Perpinyà, segons la carretera que s'utilitzi, 9 d'Elna, 11 de la Torre d'Elna i de Sant Cebrià de Rosselló, 7 de Palau del Vidre, 6 de Sant Andreu de Sureda, 7 de Cotlliure, 10 de Portvendres, 15 de Banyuls de la Marenda, 25 de Cervera i 19 del Voló.

### Ferrocarril
Argelers té estació de ferrocarril de la línia de passatgers de Cervera de la Marenda a Perpinyà. La via del ferrocarril travessa el terme d'Argelers al biaix, del sud-est al nord-oest. L'Estació d'Argelers, popularment la Gara, ofereix enllaços quotidians, sovint a través de Perpinyà, amb París (4 TGV), Lió (3), Marsella i Metz (1), Estrasburg (2), Lille (2), Tolosa de Llenguadoc, Ginebra, Brussel·les (2) i Barcelona i Figueres (2 Talgos).

### Transport col·lectiu públic
Com que es tracta d'una petita capital comarcal, Argelers està servida per diverses línies de transport, dins de la xarxa departamental anomenada Le bus à 1 €. Les línies 400, 401, 404, 412, i 413 serveixen el transport col·lectiu de la vila d'Argelers. També cal comptar-hi les línies llançadora (navettes) 414, 415, 416 i 417.
La 400 fa el recorregut de Perpinyà a Cervera de la Marenda, passant per Elna, Argelers, Cotlliure, Portvendres, Banyuls de la Marenda i Cervera. Des d'Argelers hi ha mitja hora fins a Perpinyà, 10 fins a Elna, quasi 10 fins a Argelers Platja (no tots els cotxes hi passen), 15 fins a Cotlliure, 25 a Portvendres, mitja hora a Banyuls i 1 hora i 10 minuts fins a Cervera. Hi ha fins a 12 serveis diaris, però ofereixen diferents variants d'itinerari: pas, o no, per Argelers Platja, final de trajecte a Portvendres, Banyuls o Cervera, etcètera. Circula de dilluns a dissabte, però el diumenge manté un servei fins a Banyuls de la Marenda, al matí a dos quarts de 9, i un de retorn cap a Perpinyà poc després de les 5 de la tarda. A Argelers enllaça amb les línies 412 i 413.
La 401 uneix Argelers de la Marenda amb Ceret, passant per Palau del Vidre (20 minuts), Sant Andreu de Sureda (mitja hora), Sureda (35 minuts), la Roca d'Albera (40), Sant Genís de Fontanes (45), Vilallonga dels Monts (50), Montesquiu d'Albera (1 hora), el Voló (1 hora i quart), Morellàs (1 hora 20 minuts) i Ceret (1 hora i mitja).
La 404 (Perpinyà - Argelers Platja) duplica en part la 400. Circula de dilluns a dissabte, amb 4 serveis diaris de Perpinyà a Argelers, un a migdia i tres a la tarda, i dos d'Argelers a Perpinyà, un al matí i un altre a primera hora de la tarda.
La 412 (Argelers de la Marenda - Sant Genís de Fontanes) surt d'Argelers de la Marenda cap a Palau del Vidre i Sant Genís de Fontanes. A Argelers enllaça amb la línia 400. El trajecte d'Argelers a Palau del Vidre és d'un quart d'hora, i fins a Sant Genís de Fontanes, de 25 minuts.
La 413 (Argelers de la Marenda - Sant Genís de Fontanes) uneix les poblacions de Sant Andreu de Sureda, Sureda, la Roca d'Albera, Vilallonga dels Monts i Sant Genís de Fontanes, a més de les dues extremes. A Argelers enllaça amb la línia 400. Per aquesta línia, Argelers és a 10 minuts de Sant Andreu de Sureda, a 17 de Sureda, a 22 de la Roca d'Albera, a mitja hora de Vilallonga dels Monts i a de la Zona artesanal d'aquesta darrera població. Un dels serveis diaris fa el trajecte Perpinyà - Sant Genís de Fontanes sense passar per Argelers; va directament de Palau del Vidre a Sant Andreu de Sureda. La resta no arriben a aquesta darrera població, ja que acaben el seu recorregut a la zona artesanal de Vilallonga dels Monts.
La línia 414, que no surt d'Argelers, fa un recorregut circular pel nucli urbà. Surt de la Plaça de Gambetta, va cap al Pol Esportiu, l'Espai Jean Carrère, el Punt Rodó de Pujols, la Casa de la Vila, el Liceu Christian Bourquin, el Parc d'Activitats, el Laboratori, l'Espai Waldeck Rousseau, Montgat, l'Estació de tren (la Gara) i torna a la Plaça de Gambetta. Quatre serveis diaris, en un trajecte de 22 minuts, de dilluns a dissabte.
La línia 415, com la 414, és interna d'Argelers. Va de la Plaça Gambetta a la Platja del Nord i la Platja d'Argelers, i retorna amb una lleugera variant de trajecte, que li permet enllaçar diversos serveis propers: l'Oficina de Turisme, el Cinema, etcètera. Com l'anterior, quatre serveis diaris de dilluns a dissabte, i 21 minuts de trajecte.
La línia 416 és com les anteriors en molts dels detalls. Serveix el sector sud-oest del nucli urbà, sempre sortint de la Plaça de Gambetta. També quatre serveis diaris de dilluns a dissabte, amb 14 minuts de recorregut.
La línia 417 enllaça la Plaça de Gambetta amb el Racó i el sector sud-est del nucli. Igualment, de dilluns a dissabte amb quatre serveis diaris i un quart d'hora de recorregut.

### Els camins del terme
Un terme tan extens com el d'Argelers per força ha de contenir una bona quantitat de camins. Els uns, de comunicació amb els pobles veïns: d'una banda, els camins ja considerats carreteres, com la Ruta de Cotlliure, la de Palau -abans Camí de Palau-, la de Perpinyà, la de Sant Andreu, la Via del Litoral i la Via Ràpida, o la Desviació. De l'altra, els camins rurals asfaltats, com el Camí de Cotlliure a la Maçana, el de Cotlliure al Mas d'en Garcies, el de Cotlliure a Sant Magdalena, el de Cotlliure a Sant Llorenç -o, simplement, Camí de Sant Llorenç-, el de la Font a Cotlliure (actualment desaparegut), el d'Elna, o de Tatzó d'Amunt a Elna, el d'Elna a la Mar, o Camí de la Mar, el de Roar, o de Sureda, el de Sureda, el de Sureda a la Vall, el de Tatzó d'Amunt (nom ja en desús), el Camí Vell de Cotlliure, el Camí Vell de Palau, o Camí de Palau, el Camí Vell de Sant Andreu, o, com l'anterior, sense l'adjectiu Vell, el Camí de la Tortuga, o de Cotlliure, i la Travessa de Sant Andreu. Esment a part mereixen les carreres o camins ramaders que passaven pel terme d'Argelers: la Carrera del Mas Pardès a les Balmes, ara convertit en sender, la Carrera del Pas d'en Frau i la de Manyàs (noms antics, ja en desús), la Carrerassa i la Carrera de l'Obra, o de Tatzó a Mar, ara Camí de les Agulles. També cal esmentar diferenciat el Camí de Carlemany.
A l'interior del terme argelerenc hi ha un bon gruix de camins, també: Camí Clos (primera part del Camí d'Espanya), el Camí de Ferro, el de la Ceriga, el de la Colomina de Sant Martí, o del Pas de la Magra, el de la Maçana, el de la Mare de Déu del Castell, o d'Ultrera, el de la Muntanya, el de la Pava (amb les variants de la Pava a Sant Andreu i de la Pava a la Vall), el de la Salanca, abans del Mas de na Riu, el de la Teuleria, o de la Teuleria d'en Ribella, el de la Vall al Mas Llinars, el de la Verneda o del Tamariguer, abans Carrera del Tamariguer o Camí de Mar, el de Contraban (amb un nom prou descriptiu), el de les Burnesses, el de les Carboneres, o de la Font de les Carboneres, el de les Muntanyes, el del Mas de les Sitges, o, simplement, de les Sitges, el de les Vinyes (abans, Carrera de les Vinyes), el de l'Horta, el de l'Hospitalet, el del Mas Calmetes, o del Mas Calmetes a Palau, el del Mas Cassó, abans Camí del Peret, el del Mas Cristina, el del Mas d'en Vergers, el del Mas d'en Cadena, el del Mas d'en Jordi, el del Mas d'en Selva, el del Mas d'en Torrenaps, el del Molí de Tatzó, o de Palau a aquest molí, el dels Queixals, el del Pas de l'Arbre Blanc, o de la Torre, el del Puig de Miravent, el del Roc de la Perdiu, el del Roc d'en Jordà, el del Tec, o del Pas de les Vaques, o, simplement, Camí de les Vaques, el de Negabous, abans Carrera de Tatzó, o de la Prada, o de Tatzó a les Manyes, els tres camins de Santa Magdalena, el de Sant Julià i el de Sant Julià, de Tatzó d'Avall, el d'Espanya, o de la Maçana, el de Trencametlles, i el de Valmy o Mas d'en Frere. Alguns són ja desapareguts, com el Camí de Beneta, el de la Ribera a l'Abat, el de la Vinyassa, el del Mas d'en Vergers, el del Pou de Gel, el de Sant Pere (ara del tot dins del nucli urbà), el de Tatzó d'Amunt o el Camí Petit de les Vinyes.
Aquests camins incloïen un nombre considerable de passos a gual: el Pas de la Magra, el de la Noguera, el de l'Arbre Blanc, el de les Lleteres, el de les Vaques, el d'en Frau i el Pas en Lleu.

## Activitats econòmiques

### El turisme
De llarg, l'activitat econòmica principal d'Argelers és la derivada del turisme. Els seus càmpings poden arribar a acollir fins a 100.000 estadants, i estan situats en antigues zones de pastura. Per això els espais dedicats a l'agricultura i la ramaderia han anat minvant pràcticament fins a desaparèixer. Uns 5.000 blocs d'apartaments i més d'una vintena d'hotels completen l'oferta d'allotjament temporal, vacacional, però que en bastants casos ha esdevingut primera residència. El mateix creixement urbanístic d'Argelers, ininterromput els darrers anys, ha estat molt condicionat pel turisme i els serveis que s'hi dediquen: restauració, comerços, un casino, instal·lacions esportives terrestres i marítimes, etc.
Entre els elements que ofereixen allotjament turístic a Argelers destaquen els vilatges de vacances i els càmpings. Entre els primers es troben els denominats les Alberes i 5 d'altres sense nom particular, amb el genèric Vilatge de vacances. Hi ha més de 50 càmpings, gairebé tots amb noms arbitraris en francès.

### El sector primari
Tanmateix, l'activitat tradicional, agropecuària, no ha desaparegut del tot. Més d'un miler d'hectàrees, pertanyents a unes 300 explotacions agrícoles, es dediquen a aquest sector. Poc més de la meitat són per a la vinya, dos terços per a vins de qualitat, de denominació d'oorigen controlada, i un terç per a vins comuns. L'horta hi és bastant present, amb poc més d'una desena part de l'espai dedicat a la vinya, i s'hi cullen carxofes, escarola, enciam, tomàquets, col-i-flors, productes primerencs, mongetes, espàrrecs i juliverts. Una mica menys d'extensióo ocupen els arbres fruiters: presseguers, albercoquers, cirerers i pomeres, i tot just una mica de cereals. La ramaderia, abans molt present, ha anat davallant, però s'hi conserven poc menys d'un centenar de caps de bestiar boví i de cabrum, un centenar d'equí i més de 500 d'oví. Les pastures estan molt en retrocés a causa del turisme, però encara conserven unes 200 hectàrees de pastures.
A Argelers hi ha una mina de feldespat, tancada des del 1978, que havia estat una important oferta de feina, abans de l'arribada del turisme. La Cooperativa Agrícola, fundada els anys 20 del segle xx, té una capacitat de 40.000 hectolitres. Al nord-oest de la vila s'ha format un polígon industrial i comercial amb una presència bastant gran de petites indústries.

## Història

### Prehistòria
Una llegenda diu que Argelers va ser fundada per Hèrcules. La presència de dos dólmens i d'osseres indica que el territori del municipi ja era ocupat per humans des de la prehistòria. Entre el Mas de Sant Jordi i la possessió del Mas d'en Frere o Valmy, prop de la Coma Fosca, es troba el dolmen, ben conservat, de la Cova de l'Alarb. Dos altres dòlmens es troben als collets de Cotlliure (Dolmen dels Collets de Cotlliure) i a Sant Pere dels Forquets, a més d'un ossari prehistòric de l'edat dels metalls és a la Cova de la Tortuga.
Ran de la Necròpolis de la Pava, explicada a continuació, es van trobar nombrosos vestigis de l'Edat del Bronze, a més d'altres de l'Edat del Ferro que van menar a la conclusió de l'existència d'un hàbitat bastant important, que ocupava uns 2.000 m². De la mateixa època, Bronze final, era el petit hàbitat detectat per les nombroses restes trobades a l'Inveny, molt a prop i al sud de la vila d'Argelers, a l'altra banda de l'autovia que la voreja.
A la vall del Ravaner, a l'extrem est del terme, ja a ran del terme de Cotlliure, es va trobar un hàbitat complex amb presència d'activitat humana de l'acabament de l'Edat del Bronze fins a la fi de la de l'Edat de Ferro. A la Pava, al vessant nord-oriental del Puig de Sant Miquel, fou trobat també un hàbitat del Bronze final. Dels temps protohistòrics, transició de la prehistòria a l'etapa històrica antiga, data la Necròpolis de la Pava, situada al nord del Mas d'en Torrents, i encara més al nord del nucli de la Pava. Es tracta d'enterraments en urnes, així com nombrós material entre el qual destaquen àmfores ibèriques, teules romanes, àmfores africanes, etcètera, que demostren un poblament en continuïtat des d'èpoques prehistòriques a altmedievals.

### Edat Antiga
La colonització romana és potser la que ha deixat més restes en terme d'Argelers. A l'extrem nord del terme, a la riba esquerra del Tec i a prop, al sud, de la capella de Santa Eugènia de Tresmals, van ser trobades restes suficient (teules, àmfores itàliques, àmfores africanes, ceràmica, etc) per poder parlar d'un hàbitat romà. És un jaciment a cavall dels dos termes veïns, d'Elna i d'Argelers. També se n'hi van trobar de medievals, cosa que ens parlaria d'una continuïtat de l'hàbitat al llarg de diversos segles. A més, una avinguda del Tec als anys 60 va destapar una ampla superfície amb restes de parets que podrien correspondre a un establiment mitjà o gran, o a una de les estacions ad stabulum de la Via Domícia i la mateixa via.
A migdia del Mas Calmetes, a la riba esquerra del Tec, en el tros de terme comunal que s'estén pel nord d'aquest riu, es va trobar una cisterna romana damunt de la sorra, feta amb morter de rajola, en dues capes als extrems i una d'intermèdia feta de còdols. En els seus entorns, nombrosos fragments d'àmfores i altres ceràmiques. Molt possiblement es tractava de la cisterna d'una explotació agrícola de vinya o oli. A les Gavarretes i a la Colomina dels Aspres, al nord de la zona central del terme, una mica al sud-est de les restes que es descriuen en el darrer paràgraf d'aquest apartat, van sortir nombroses restes que corresponen a una ocupació del Baix Imperi, o tal vegada més tardana. A Negabous nord, una mica més al sud de l'anterior, van aparèixer vestigis esparsos de la mateixa època esmentada anteriorment.
Al Camp del Cavall, al límit de ponent del terme i al nord-oest del gran nus de carreteres de l'entrada de ponent de la vila d'Argelers, una gran concentració de restes de l'època romana republicana fan veure clara la presència d'un hàbitat gran, o de diversos, d'època republicana. La construcció de noves carreteres, i de nusos de comunicació, a la zona han refermat les hipòtesis d'una zona de poblament romà intens. Diverses monedes romanes hi van ser trobades, també.
En els entorns del Castell de Pujols, extraient argila d'una propietat privada, va aparèixer un petit tresor format per unes 300 monedes romanes; a l'oest dels Aspres de Pujols, a prop al nord de la vila d'Argelers, també van sortir nombrosos vestigis de les mateixes èpoques enteriorment esmentades.
El Mas Llinars, anteriorment esmentat, van aparèixer també restes d'època romana republicana, que indiquen també la presència d'un hàbitat d'aquella època.
A l'extrem de llevant del terme d'Argelers, al sud-est del Racó, hi ha el lloc de l'Olla, damunt de la Platja de l'Olla, que ja frega el terme de Cotlliure. a la desembocadura del Ravaner, es va trobar un lot prou important de vestigis, en diversos nivells, amb fragments d'àmfores grecoitàliques, itàliques i iberopúniques, amb nombroses restes de ceràmica (entre les quals de campaniana A i de grisa emporitana, tot plegat atribuïble al segle ii abans de la nostra era. El conjunt permetia de suposar una activitat metal·lúrgica propera, amb un hàbitat associat ran mateix del litoral.
Un petit hàbitat de l'edat antiga tardana, amb nombroses restes a l'entorn, es va trobar a la Pava, a les vinyes de l'entrada de la vall de la Maçana i al fons de la vall a prop del poble, per on passava el camí antic que remuntava la vall. A prop, al jaciment anomenat Mas Torrents nord, va aparèixer un establiment romà d'una extensió d'uns 4.000 m², al costat est d'un antic camí, amb vestigis de tota mena: fragments de tegulae, d'àmfores de diverses procedències, de ceràmica casolana, etc, que van permetre datar el jaciment en els segles I i II de la nostra era. El material trobat està exposar a la Casa de l'Albera, a Argelers. Al veí Mas Llinars, al nord-oest del Mas Torrents, els propietaris conserven també molt de material trobat en el terreny de la seva explotació, amb tota mena de vestigis, incloses monedes, del Baix Imperi. En una zona propera, a la part baixa de la vall, va aparèixer també una dracma d'Empúries. També en van aparèixer quatre mes en un replà situat entre el Coll Terrers i el Coll de la Carbassera i una altra feta a Morvedre en un altre lloc proper a aquest darrer coll. D'altres monedes, en aquest cas romanes, es van trobar a la Torre de la Maçana, a la Barraca de les Ginestes i en les proximitats del Coll de la Carbassera.
De l'època de transició de l'antiguitat tardana a l'alta edat mitjana data el jaciment trobat a les Gavarretes, en els entorns del nus de carreteres de la D - 914 i la D - 114, a prop al sud de Tatzó d'Avall. Es tracta d'una necròpolis ocupada en aquesta època esmentada, però que va revelar també restes de les edats del bronze i del ferro, amb diverses fosses circulars.

### Edat mitjana
Històricament, la primera menció remunta al 879 com «Villa de Argilariis». El nom es pot trobar al segle x amb les formes «Argelarium, Argelaria o Argileria». Fou sempre una dependència directa dels comtes de Rosselló, i com a tal passà directament a mans dels reis de les cases de Catalunya i Aragó i de Mallorca. El 1298 ja consta com a vila fortificada, i el 1344 fou assetjada per Pere III el Cerimoniós, quan aquest es feu amb el Regne de Mallorca, a la fi d'aquest efímer regne. Al segle xv va tornar a ser assetjada pel rei francès Lluís XI.
Les prospeccions arqueològiques han anat traient a la llum diversos elements del passat medieval d'Argelers i el seu terme, i alguns de més antics, com un hàbitat de l'Edat del Bronze final. A la Pava, en el vessant nord-est del Puig de Sant Miquel i a uns 300 metres al nord-est del Castell d'Ultrera foren trobats un hàbitat visigot de gran mida, datable entre mitjan segle v i el segle vii de la nostra era, amb un reacondicionament parcial del lloc al segle ix, i una pedrera en la qual aparegueren fins a 13 fragments d'àmfores africanes.

### Edat Moderna
El 1793 Argelers va tornar a patir un setge bèl·lic, en aquest cas per les tropes espanyoles del general Ricardos, dins del marc de la Guerra Gran, a les quals van fer front les franceses del general Dugommier, que desallotjaren els espanyols.

### Edat Contemporània
El 1939, a la fi de la Guerra Civil espanyola, les autoritats franceses van tancar desenes de milers de refugiats fugits d'Espanya al Camp d'Argelers, un camp de concentració, construït al nord de la platja d'Argelers. Les condicions higièniques i de tracte per part de les autoritats franceses foren denigrants. L'excés nombre de concentrats feu que es construís el Camp del Barcarès, on fou desviada una part dels acollits a Argelers.

## Demografia

### Demografia antiga
La població està expressada en nombre de focs (f) o d'habitants (h)
| Evolució demogràfica d'Argelers de la Marenda entre 1355 i 1790 | Evolució demogràfica d'Argelers de la Marenda entre 1355 i 1790 | Evolució demogràfica d'Argelers de la Marenda entre 1355 i 1790 | Evolució demogràfica d'Argelers de la Marenda entre 1355 i 1790 | Evolució demogràfica d'Argelers de la Marenda entre 1355 i 1790 | Evolució demogràfica d'Argelers de la Marenda entre 1355 i 1790 | Evolució demogràfica d'Argelers de la Marenda entre 1355 i 1790 | Evolució demogràfica d'Argelers de la Marenda entre 1355 i 1790 | Evolució demogràfica d'Argelers de la Marenda entre 1355 i 1790 | Evolució demogràfica d'Argelers de la Marenda entre 1355 i 1790 | Evolució demogràfica d'Argelers de la Marenda entre 1355 i 1790 | Evolució demogràfica d'Argelers de la Marenda entre 1355 i 1790 | Evolució demogràfica d'Argelers de la Marenda entre 1355 i 1790 | Evolució demogràfica d'Argelers de la Marenda entre 1355 i 1790 | Evolució demogràfica d'Argelers de la Marenda entre 1355 i 1790 | Evolució demogràfica d'Argelers de la Marenda entre 1355 i 1790 | Evolució demogràfica d'Argelers de la Marenda entre 1355 i 1790 |
| 1355                                                            | 1359                                                            | 1365                                                            | 1378                                                            | 1424                                                            | 1470                                                            | 1515                                                            | 1553                                                            | 1643                                                            | 1709                                                            | 1720                                                            | 1730                                                            | 1765                                                            | 1767                                                            | 1774                                                            | 1789                                                            | 1790                                                            |
| --------------------------------------------------------------- | --------------------------------------------------------------- | --------------------------------------------------------------- | --------------------------------------------------------------- | --------------------------------------------------------------- | --------------------------------------------------------------- | --------------------------------------------------------------- | --------------------------------------------------------------- | --------------------------------------------------------------- | --------------------------------------------------------------- | --------------------------------------------------------------- | --------------------------------------------------------------- | --------------------------------------------------------------- | --------------------------------------------------------------- | --------------------------------------------------------------- | --------------------------------------------------------------- | --------------------------------------------------------------- |
| 189 f                                                           | 200 f                                                           | 196 f                                                           | 161 f                                                           | 200 f                                                           | 80 f                                                            | 69 f                                                            | 76 f                                                            | 63 f                                                            | 192 f                                                           | 200 f                                                           | 204 f                                                           | 600 h                                                           | 1640 h                                                          | 204 h                                                           | 240 h                                                           | 1193 h                                                          |

Font: Pélissier 1986

### Demografia contemporània
| Evolució de la població |       |       |       |       |       |       |       |       |
| 1793                    | 1800  | 1806  | 1821  | 1831  | 1836  | 1841  | 1846  | 1851  |
| 847                     | 1.064 | 1.173 | 1.401 | 1.478 | 1.964 | 2.136 | 2.251 | 2.325 |

| 1856  | 1861  | 1866  | 1872  | 1876  | 1881  | 1886  | 1891  | 1896  |
| ----- | ----- | ----- | ----- | ----- | ----- | ----- | ----- | ----- |
| 2.447 | 2.456 | 2.537 | 2.600 | 2.833 | 3.134 | 3.303 | 3.413 | 3.307 |

| 1901  | 1906  | 1911  | 1921  | 1926  | 1931  | 1936  | 1946  | 1954  |
| ----- | ----- | ----- | ----- | ----- | ----- | ----- | ----- | ----- |
| 3.358 | 2.913 | 2.837 | 2.851 | 2.835 | 2.966 | 2.945 | 2.968 | 2.907 |

| 1962  | 1968  | 1975  | 1982  | 1990  | 1999  | 2006  | 2008   | 2011  |
| ----- | ----- | ----- | ----- | ----- | ----- | ----- | ------ | ----- |
| 3.659 | 5.022 | 5.100 | 5.723 | 7.188 | 9.069 | 9.928 | 10.015 | 9.939 |

| 2013  |
| ----- |
| 9.914 |

Fonts: Ldh/EHESS/Cassini fins al 1999, després INSEE a partir deL 2004

### Evolució de la població

Població 1962-2008

## Administració i política

### Batlles
| Període              | Nom                     | Opció política | Comentaris |
| -------------------- | ----------------------- | -------------- | ---------- |
| 1790 - 1791          | Assiscle Bech           |                |            |
| 1791 - 1793          | Jean Grando             |                |            |
| 1793 - 1794          | Joseph Arman            |                |            |
| 1794 - 1794          | Jean Matignon           |                |            |
| 1794 - 1796          | Damien Padallé          |                |            |
| 1796 - 1796          | Bonaventure Verges      |                |            |
| 1796 - 1798          | François-Xavier Boluix  |                |            |
| 1798 - 1799          | Joseph Arman            |                |            |
| 1799 - 1800          | François-Xavier Boluix  |                |            |
| 1810 - 1813          | Marc Surjus             |                |            |
| 1813 - juny del 1815 | Côme Ferran             |                |            |
| Juny del 1815 - 1815 | Paul Pujas              |                |            |
| 1815 - 1816          | Jean Azema              |                |            |
| 1816 - 1821          | Isidore Ferrer          |                |            |
| 1821 - 1821          | Bonaventure Verges      |                |            |
| 1821 - 1827          | Pierre Padallé          |                |            |
| 1827 - 1829          | Bonaventure Julia       |                |            |
| 1829 - 1830          | Joseph Arman            |                |            |
| 1830 - 1831          | Pierre Padallé          |                |            |
| 1831 - 1837          | Joseph Arman            |                |            |
| 1837 - 1840          | Jean Germain Pujol      |                |            |
| 1840 - 1848          | Alphonse Sebe           |                |            |
| 1848 - 1848          | François Sine           |                |            |
| 1848 - 1848          | Assiscle Padallé Bocamy |                |            |
| 1848 - 1848          | François Padallé Siné   |                |            |
| 1848 - 1852          | Thomas Bech             |                |            |
| 1852 - 1855          | Joseph Azema            |                |            |
| 1855 - 1865          | Germain Barbie          |                |            |
| 1865 - 1870          | Côme Ferran Comes       |                |            |
| 1870 - 1870          | Joseph Baylet           |                |            |
| 1870 - 1874          | Étienne Pujol           |                |            |
| 1874 - 1876          | Jacques Lanquine        |                |            |
| 1876 - 1877          | Étienne Pujol           |                |            |
| 1877 - 1878          | Michel Moret            |                |            |
| 1878 - 1890          | Étienne Pujol           |                |            |
| 1890 - 1892          | Jean Padallé Bocamy     |                |            |
| 1892 - 1893          | Marc Surjus-Coste       |                |            |
| 1893 - 1902          | Pierre Moreto           |                |            |
| 1902 - 1908          | Marc Surjus-Coste       |                |            |
| 1908 - 1912          | Louis Courtais          |                |            |
| 1912 - 1914          | Côme Anglade            |                |            |
| 1914 - 1915          | Vincent Rouzaud         |                |            |
| 1915 - 1918          | Dieudonné Vinyes        |                |            |
| 1918 - 1919          | Côme Anglade            |                |            |
| 1919 - 1922          | Louis Courtais          |                |            |
|                      |                         |                |            |
| 1935 - ?             | Étienne Bascou          |                |            |
|                      |                         |                |            |
| 1944 - 1945          | Frédéric Trescases      |                |            |
| 1945 - 1947          | Joseph Farre            |                |            |
| 1947 - 1947          | Germain Farre           |                |            |
| 1947 - 1953          | Frédéric Trescases      |                |            |
| 1953 - 1981          | Gaston Pams             |                |            |
| 1981 - 1983          | Isidore Fourriques      |                |            |
| 1983 - 2001          | Jean Carrère            |                |            |
| 2001 - 2016          | Pierre Aylagas          |                |            |
| 2016 - Moment actual | Antoine Parra           |                |            |

### Legislatura 2014 - 2020

#### Batlle
- Antoine Parra, Encarregat de Finances i del Personal municipal.

#### Adjunts al batlle[50]
- 1r: Jean-Patrice Gautier. Encarregat de Cultura i Comunicació
- 2a: Marina Parra-Jolie. Encarregada de Seguretat i de Transports
- 3a: Agnès Aloujes-Roque. Encarregada de l'Àrea social i de la Sanitat pública
- 4t: Marc Séverac. Encarregat de la Mar i de la Platja
- 5è: Marguerite Pujadas-Roca. Encarregada dels Afers escolars
- 6è: Jean-François Bey. Encarregat de Turisme
- 7è: Isabelle Moreschi. Encarregada de Comerç.

#### Consellers municipals
- Renaud Boisvert. Encarregat d'Ocupació
- Sylviane Favier-Ambrosini. Encarregada de l'Àrea social i d'Accessibilitat
- Danilo Pillon. Encarregat de l'Animació i de les Associacions patriòtiques
- Valérie Reimeringer. Encarregada d'Esports
- Muriel Saignol. Encarregada de l'Àrea social i d'Allotjament
- Frédéric Donnet. Encarregat de Ciutadania i de Prevenció de la delinqûència
- Marie-Catherine Arsant. Encarregada dels Delegats de barris
- Pierre Aylagas. Encarregat de Circulació i de les Reserves Naturals
- Andréa Diaz-Gonzalez. Encarregada de Desenvolupament econòmic
- Bernard Ducassy. Encarregat de Desenvolupament durador i de l'Agenda 21
- Marie-Christine Bodinier. Encarregada d'Urbanisme
- Bernard Rieu. Encarregat de Patrimoni i de Catalanitat
- Anne Fuentes. Encarregada d'Agricultura
- Catherine Flouttard. Encarregada de Quadre de vida i d'Afers socials
- Guy Esclopè
- Antoine Casanovas
- Jean-Marie Govin
- Angélique Pénicaud
- Brigitte de Capèle
- Philippe Rius
- Laurent Madern

A les eleccions cantonals del 2015 Argelers de la Marenda ha estat inclosa en el Cantó de la Costa Vermella. Hi ha estat escollits com a consellers departamentals Marina Parra-Joly, del Partit Socialista, segona adjunta al batlle d'Argelers de la Marenda, i Michel Moly, del Partit Socialista, Primer vicepresident del Consell departamental.

### Adscripció cantonal

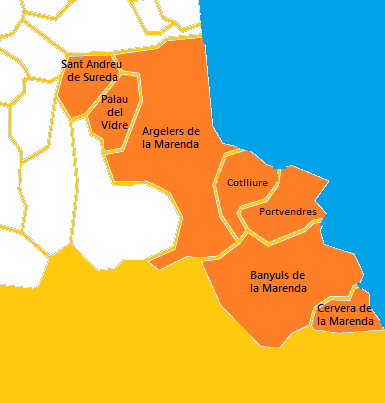
Mapa del Cantó de la Costa Vermella

A les eleccions cantonals del 2015 Argelers de la Marenda ha estat inclosa en el cantó denominat La Costa Vermella, amb capitalitat a la mateixa vila, i amb les viles de Cotlliure i Portvendres i els pobles de Banyuls de la Marenda, Cervera, Palau del Vidre, Sant Andreu de Sureda. Hi han estat escollits com a consellers departamentals Marina Parra-Joly, del Partit Socialista, segona adjunt al batlle d'Argelers de la Marenda, i Michel Moly, del Partit Socialista, Primer vicepresident del Consell departamental.

### Serveis comunals mancomunats
Argelers forma part de la Comunitat de comunes de les Alberes, Costa Vermella i d'Illiberis, amb capitalitat al mateixa Argelers, juntament amb Bages de Rosselló, Banyuls de la Marenda, Cervera de la Marenda, Cotlliure, Elna, Montesquiu d'Albera, Ortafà, Palau del Vidre, Portvendres, la Roca d'Albera, Sant Andreu de Sureda, Sant Genís de Fontanes, Sureda i Vilallonga dels Monts.

### Agermanaments
Argelers de la Marenda està agermanada amb la vila del Maresme de Montgat i amb l'alemanya de Hürth (Rin del Nord-Westfàlia).

## Educació i cultura

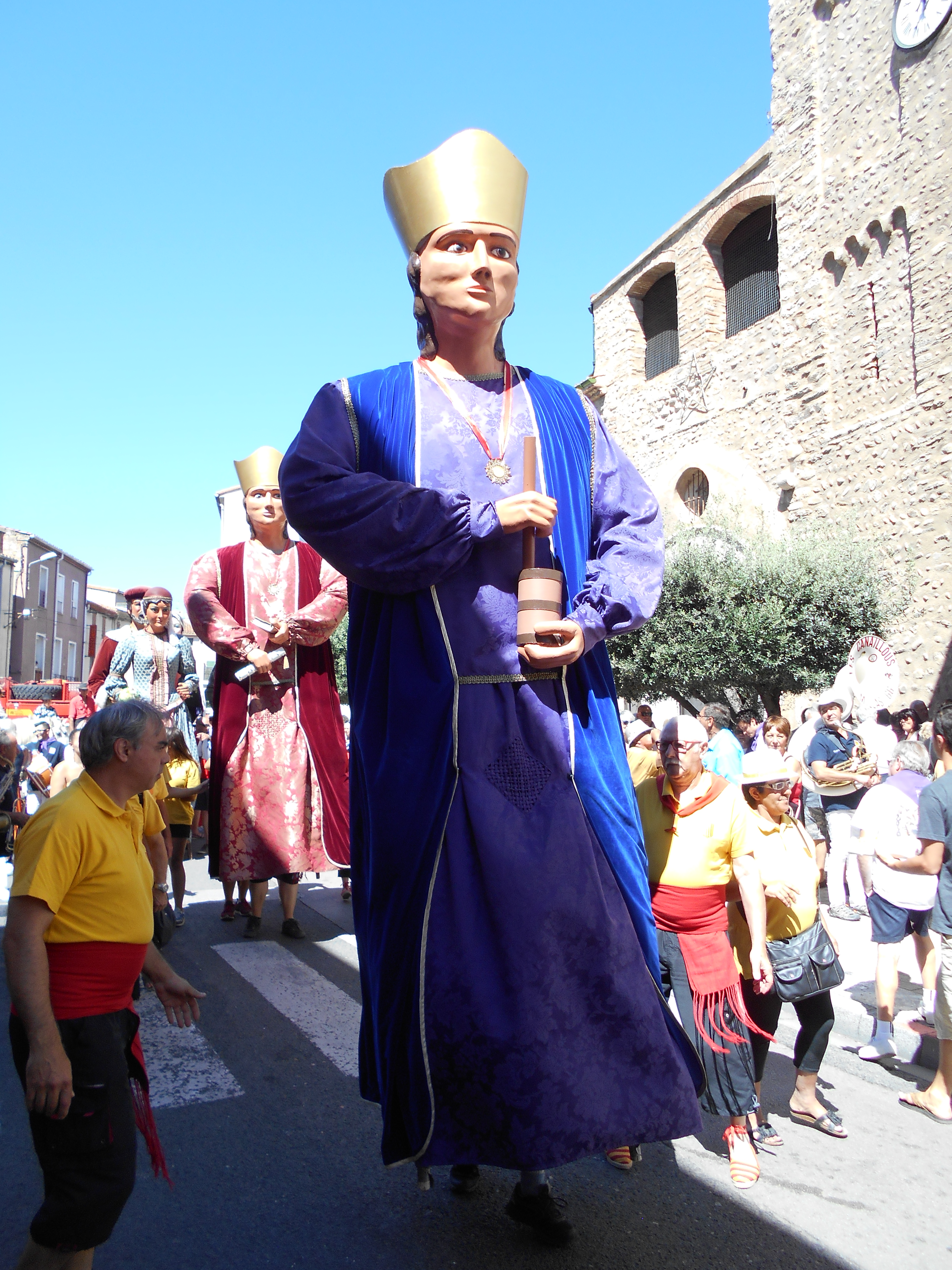
Sant Cosme, gegant d'Argelers de la Marenda

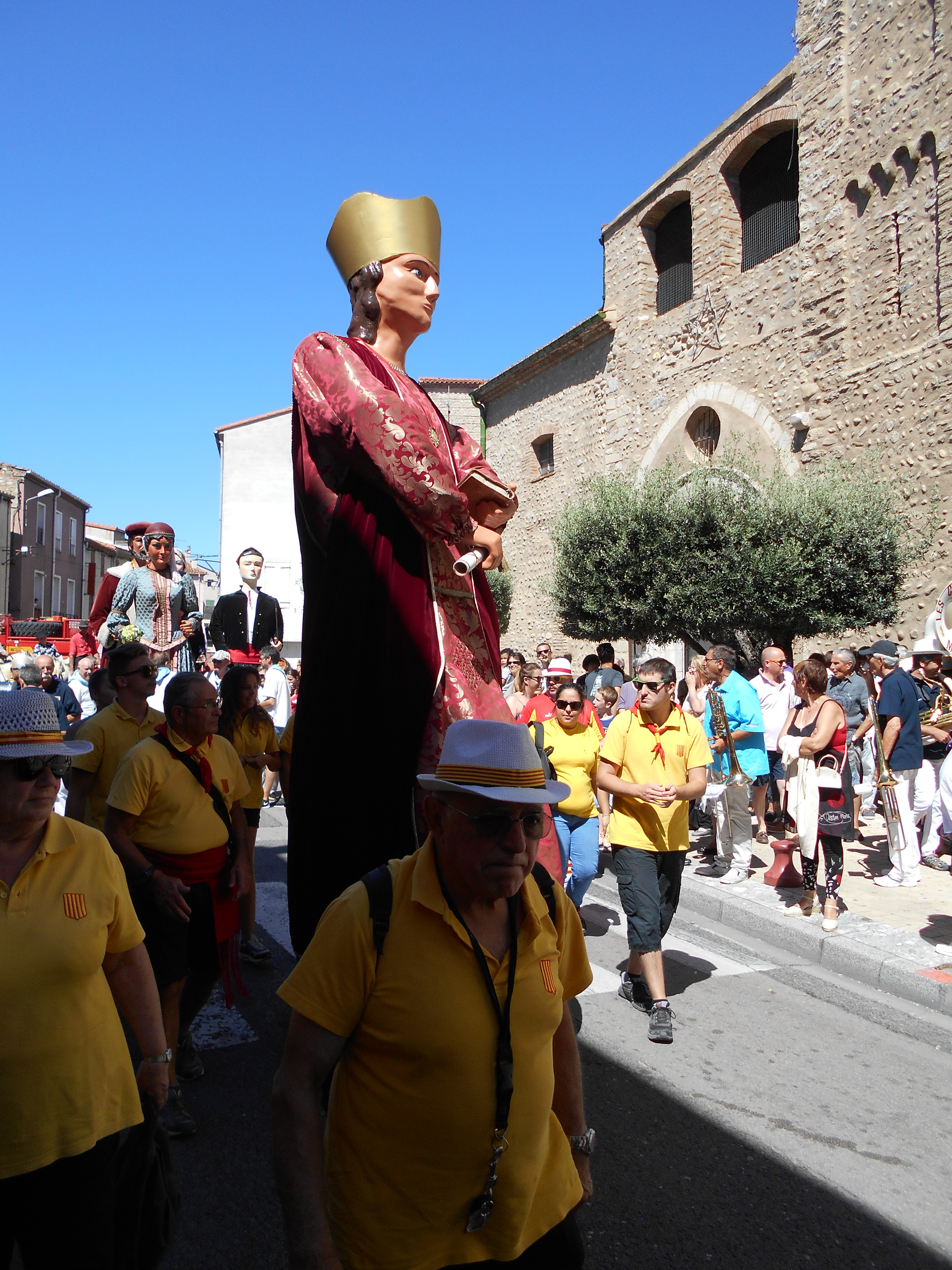
Sant Damià, gegant d'Argelers de la Marenda

Argelers de la Marenda disposa de tres escoles maternals, les Tamaris, amb tres aules, Herriot, amb quatre, i la Granotera, amb cinc. D'establiments de primària, n'hi ha dos: Molière, amb set aules, i Curie-Pasteur, amb setze. Un col·legi de secundària, el Col·legi de l'Albera, amb una trentena d'aules, que serveix les comunes d'Argelers i de Palau del Vidre, i un Liceu (batxillerat), Christian Bourquin, amb uns 1.700 alumnes, que inclou ensenyament de batxillerat general, professional i tècnic, amb presència d'ensenyament professional de turisme.
A nivell turístic i monumental i destaquen l'Església de Santa Maria del Prat, del segle xiv; el recinte fortificat de la vila d'Argelers, l'Abadia de Vallbona, el Castell de Pujols i el poble fortificat de Tatzó d'Avall.

### Cultura popular i tradicional
Argelers de la Marenda té una parella de gegants festius tradicionals, que representen les figures dels sants Cosme i Damià, els Sants Metges, morts per Dioclecià a començaments del segle IV de la nostra era, que són venerats com a sants tant a l'església catòlica com a l'ortodoxa.
Cosme i Damià són els sants patrons catòlics de la vila i cada any, vers el dies natalis del 26 setembre, s'organitzen unes festes populars en llur honor.

## Persones il·lustres
- Jordi Barre (1920-2011), cantant nord-català nascut a Argelers.
- Pere Pagès
- Gaston Pams.
- Frédéric Trescases
- Alain Escalle